# Карбон, Поль
Поль Бонавентур Карбон (фр. Paul Bonnaventure Carbone; 1 февраля 1894, Проприано — 16 декабря 1943, Шалон-сюр-Сон) — французский преступный авторитет, марсельский гангстер, коллаборационист Второй мировой войны.

## Корсиканско-марсельская мафия
Родился на Корсике. В молодости занимался сутенёрством в Египте. Там познакомился с Франсуа Спирито, с которым создал устойчивую преступную структуру.
Перебравшись в Марсель, Карбон и Спирито установили тесный деловой контакт с коммунистическим политиком Симоном Сабиани, занимавшим пост вице-мэра. При поддержке земляка-корсиканца Карбон взял под контроль преступный мир и теневую экономику Марселя — рэкет, проституцию, контрабанду. В частности, группировка Карбона создала брешь в эмбарго, наложенном французским правительством на фашистскую Италию в порядке санкций за нападение на Эфиопию. Карбон имел также серьёзные уголовно-коммерческие интересы в Париже. Был одним из основателей легендарного парижского борделя «Сфинкс».
Карбон и Спирито наладили поставки во Францию опиума c Ближнего Востока и из Индокитая, производство героина и переправку в США. Сформированная Карбоном система трансатлантического наркобизнеса с центром на Корсике и в Марселе получила название French Connection («Французская связь») и просуществовала до 1980-х годов.

## Политизация преступности
Связь с Симоном Сабиани предопределила политическую активность Карбона и группировки. 6 февраля 1934 года боевики марсельско-корсиканской мафии участвовали в парижских беспорядках — ультраправом путче под антикоррупционными лозунгами.

— Хозяин говорит, это будет весёлая прогулка. Можно без риска набить морду нескольким полицейским.

— Что меня злит, так это крики «Долой воров!»

— Ты что же, подумал, будто это про нас?

Мафиози Карбона привлекались также к устранению нежелательных свидетелей политически значимых коррупционных афер.
Несмотря на формальную принадлежность Сабиани к левым силам, как администратор он был заинтересован в социальной стабильности. Группировка Карбона использовалась для подавления забастовок в марсельском порту.

## Ультраправый коллаборационист
В 1936 году Поль Карбон под влиянием Симона Сабиани переориентировался на Французскую народную партию (PPF) Жака Дорио. Марсельская преступная структура де-факто стала одной из опор партийной организации.
Следуя партийной линии, Поль Карбон поддержал немецких оккупантов. Его группировка принимала участие в преследованиях сторонников Сопротивления.
В 1943 Поль Карбон погиб при подрыве немецкого военного эшелона, совершённом бойцами Сопротивления. Несколько часов он провёл в агонии. При этом проявил твёрдость, отказываясь от медицинской помощи: «Помогайте тем, кого можно спасти». Умер с сигаретой в зубах, последние слова: «Это жизнь».

## Оценки и память
Поль Карбон сыграл видную роль в истории французской оргпреступности XX века. Он продемонстрировал также быстроту и эффективность политизации преступности, склонность примыкать к радикальным силам независимо от идеологической окраски.
Преступная биография Поля Карбона послужила сюжетной основой художественного фильма «Борсалино».